# 日本動画協会
一般社団法人日本動画協会（にほんどうがきょうかい、英: The Association of Japanese Animations、略称：AJA）は、日本におけるアニメーション業界の意思統一、関連団体との連携、アニメーション産業の持続的発展を目的とした社団法人。

## 組織概要
2002年5月、有限責任中間法人として設立。2005年、日本初のアニメーション総合ミュージアムとして杉並区により開館された「杉並アニメーションミュージアム」への運営を協力。経済産業省などの中央官庁及び、東京都などからの受託事業として制作プロダクション実態調査を行うなど、アニメーション産業の研究・情報発信のほか、マーケティング、海外交流に関する事業なども行っている。2009年5月、一般社団法人に法人格を変更。

## 役員
| 役名     | 氏名       | 所属                                                               |
| -------- | ---------- | ------------------------------------------------------------------ |
| 理事長   | 石川和子   | 日本アニメーション株式会社 代表取締役社長                          |
| 副理事長 | 清水義裕   | 株式会社手塚プロダクション 取締役                                  |
| 副理事長 | 富岡秀行   | 株式会社バンダイナムコフィルムワークス 顧問                        |
| 専務理事 | 近藤真司   | 一般社団法人日本動画協会 事務局長                                  |
| 常務理事 | 田中栄子   | 株式会社スタジオよんどしい 代表取締役社長                          |
| 理事     | 石川光久   | 株式会社プロダクション・アイジー 代表取締役会長                    |
| 理事     | 伊藤響     | 株式会社タツノコプロ 代表取締役社長                                |
| 理事     | 入江武彦   | シンエイ動画株式会社 顧問                                          |
| 理事     | 宇佐義大   | 株式会社トリガー 代表取締役副社長                                  |
| 理事     | 大芝賢二   | 株式会社スタジオKAI 代表取締役社長                                 |
| 理事     | 久保雅一   | 株式会社小学館ミュージック&デジタルエンタテイメント 代表取締役社長 |
| 理事     | 清水暁     | 株式会社A-1 Pictures 代表取締役執行役員社長                        |
| 理事     | 高田幸郎   | 株式会社エイケン 代表取締役社長                                    |
| 理事     | 竹村逸平   | 株式会社トムス・エンタテインメント 執行役員                        |
| 理事     | 本間道幸   | 株式会社ぴえろ 取締役会長                                          |
| 理事     | 山田喜一郎 | 東映アニメーション株式会社 常務取締役                              |
| 理事     | 若菜章夫   | 株式会社ぎゃろっぷ 代表取締役会長                                  |
| 理事     | 渡辺雅一   | 株式会社ジェー・シー・スタッフ 取締役                              |
| 監事     | 勝股英夫   | エイベックス・ピクチャーズ株式会社 代表取締役社長                  |
| 顧問     | 泊懋       | 元・東映アニメーション株式会社 代表取締役会長                      |